# Freies Gemeindekonsortium Trapani
Das Freie Gemeindekonsortium Trapani (italienisch Libero consorzio comunale di Trapani) ist eine Verwaltungseinheit der Autonomen Region Sizilien in Italien. Hauptstadt ist Trapani. Es entstand durch Umwandlung der Provinz Trapani (italienisch Provincia di Trapani) mit dem Regionalgesetz Nr. 8 vom 24. März 2014 und den Regelungen des Regionalgesetzes Nr. 15 vom 4. August 2015.
Das Freie Gemeindekonsortium liegt an der Westspitze Siziliens. Es besteht aus der zur Ebene zwischen Trapani und Marsala hinabsinkenden Abdachung Siziliens und hat nur im Nordosten höhere Berge (Monte Sparagio 1109 m, Monte Bonifato 825 m). Der Belice, der San Bartolomeo zum Golf von Castellammare del Golfo, der Mazaro und der Birgi sind die wichtigsten Wasserläufe. Das Freie Gemeindekonsortium grenzt im Nordosten an die Metropolitanstadt Palermo, im Südosten an das Freie Gemeindekonsortium Agrigent.
Das Freie Gemeindekonsortium ist in 25 Gemeinden gegliedert. Dazu gehören die Ägadischen Inseln mit der Gemeinde Favignana und die Insel Pantelleria. Auf einer Fläche von 2460 km² leben rund 412.946 Einwohner (Stand 31. Dezember 2023). Haupterwerbszweige sind die Landwirtschaft mit dem Anbau von Gemüse und Obst, die Produktion von Olivenöl und der Thunfischfang.
Größte Stadt ist Marsala. Touristische Zentren sind San Vito lo Capo und die Insel Pantelleria sowie die archäologischen Fundstätten von Mozia, Segesta und Selinunt.

## Größte Gemeinden
(Stand: 31. Dezember 2023)
| Gemeinde                | Einwohner |
| ----------------------- | --------- |
| Marsala                 | 79.835    |
| Trapani                 | 55.229    |
| Mazara del Vallo        | 50.029    |
| Alcamo                  | 44.659    |
| Castelvetrano           | 29.281    |
| Erice                   | 26.010    |
| Castellammare del Golfo | 14.691    |

→ Alle Gemeinden

## Galerie

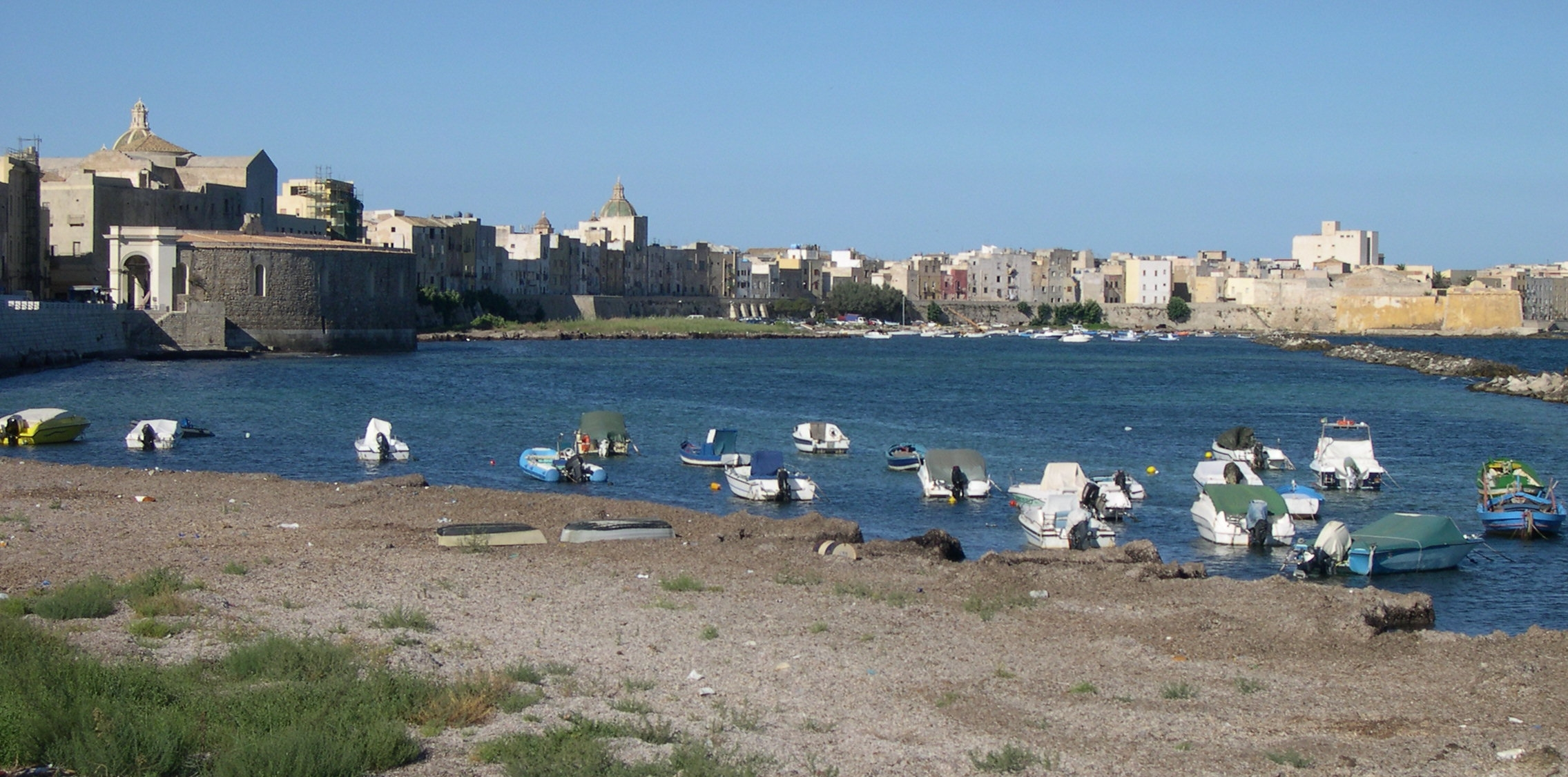
Altstadt von Trapani
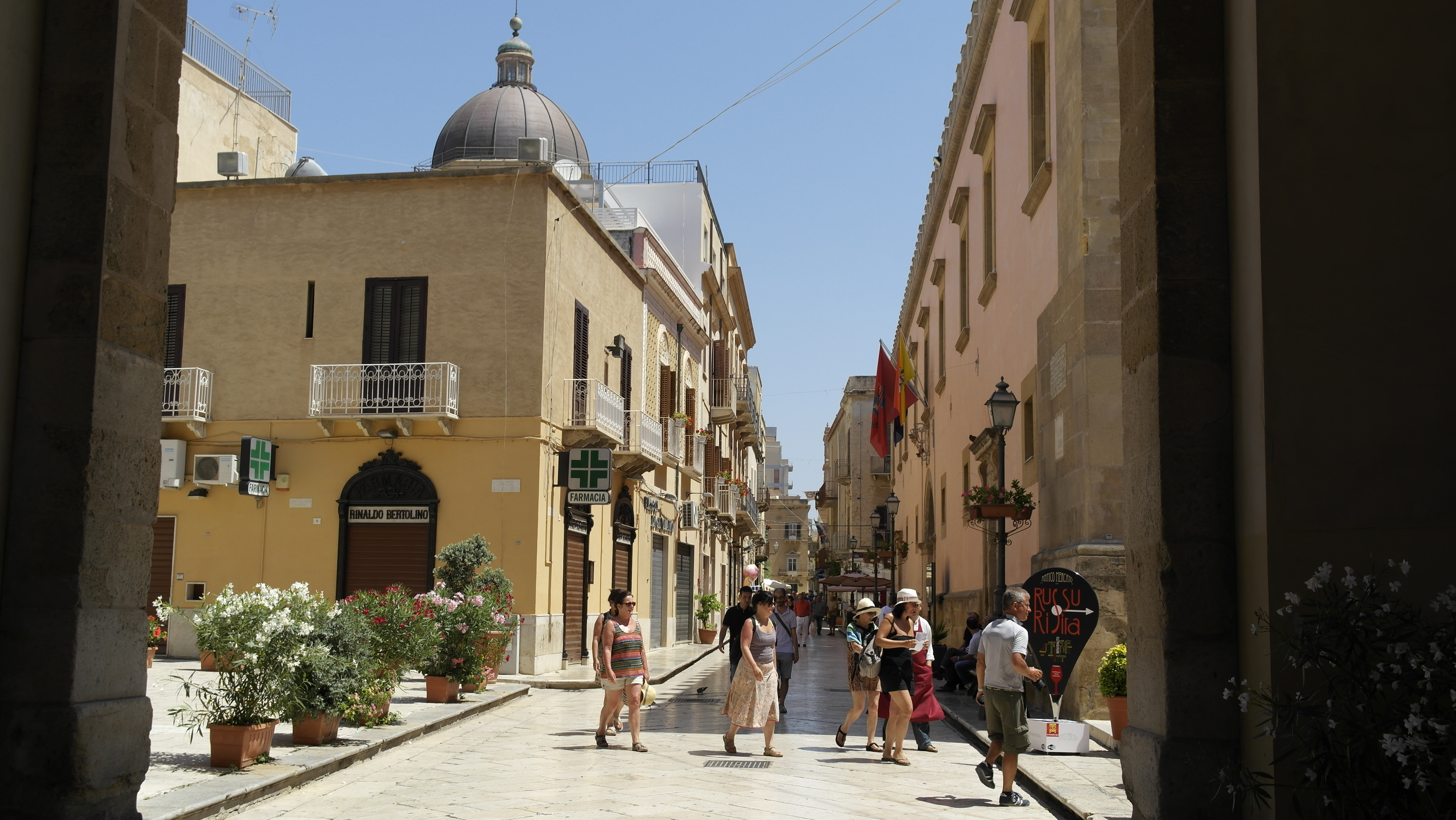
Altstadt von Marsala
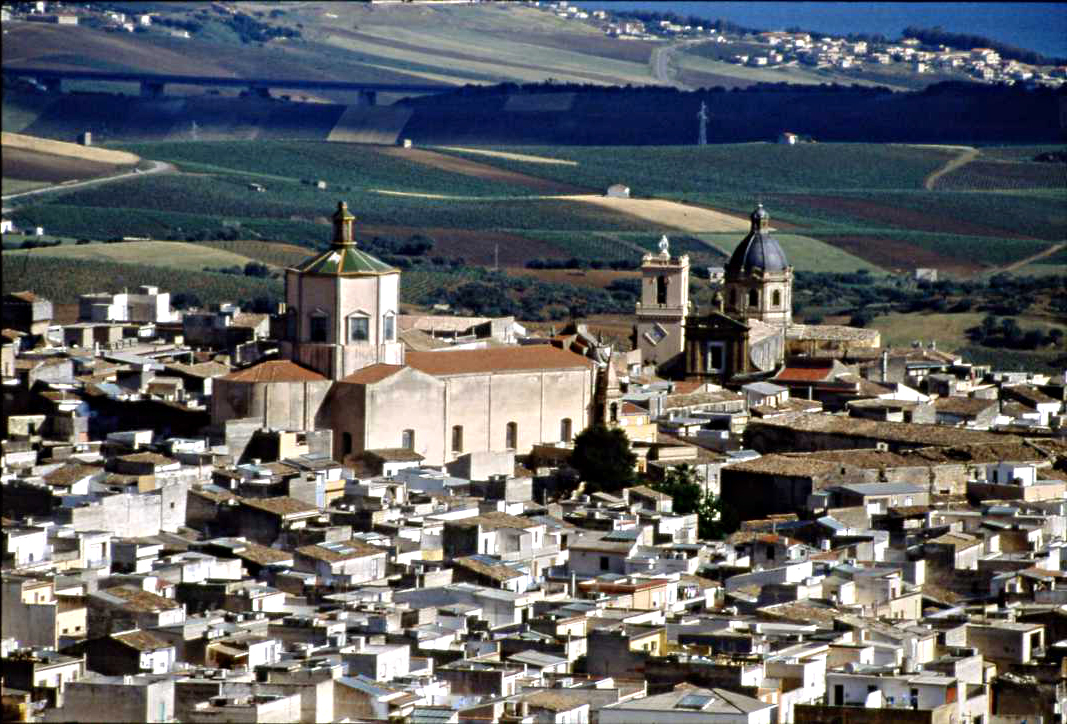
Panorama von Alcamo
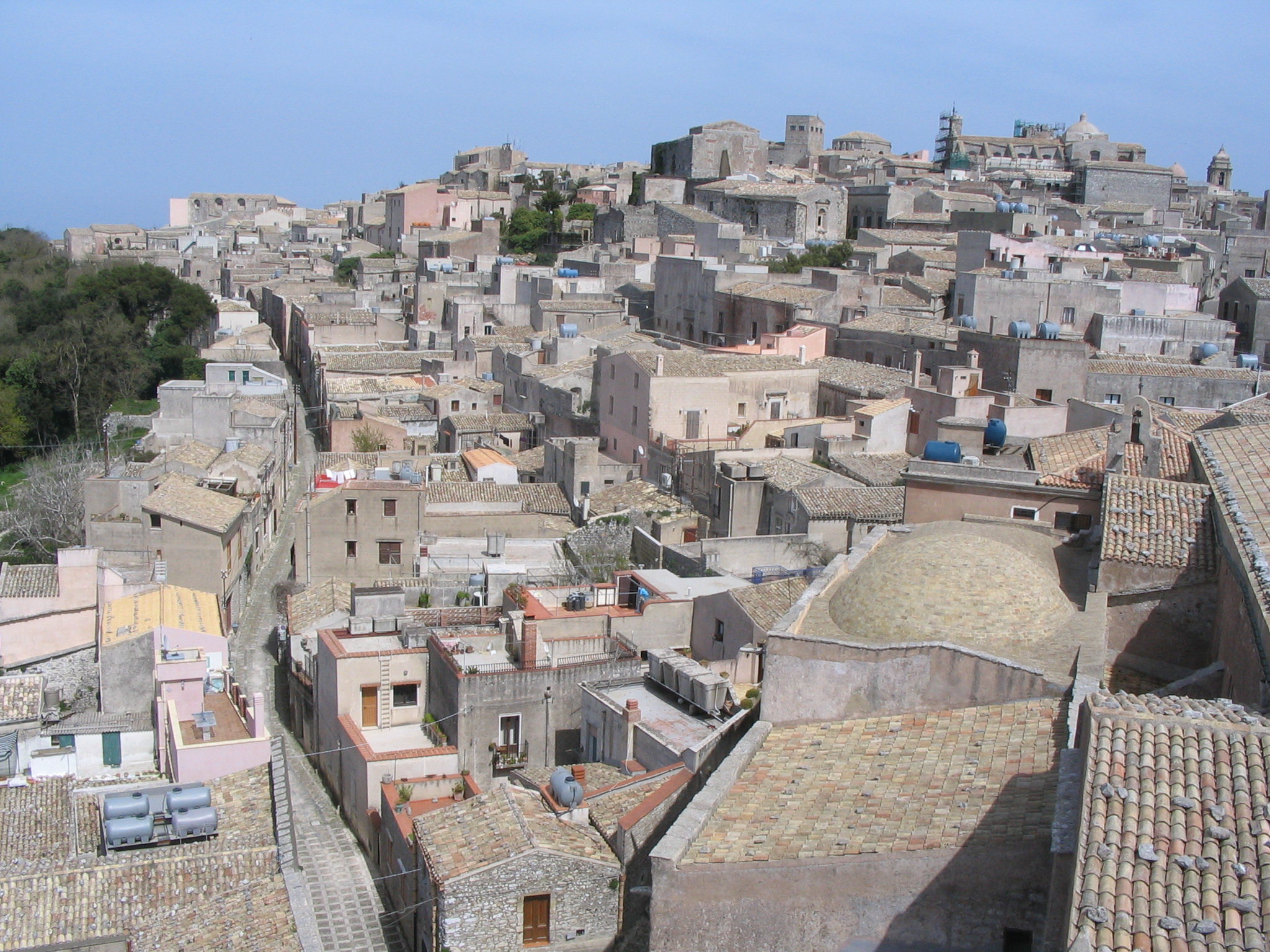
Blick auf Erice
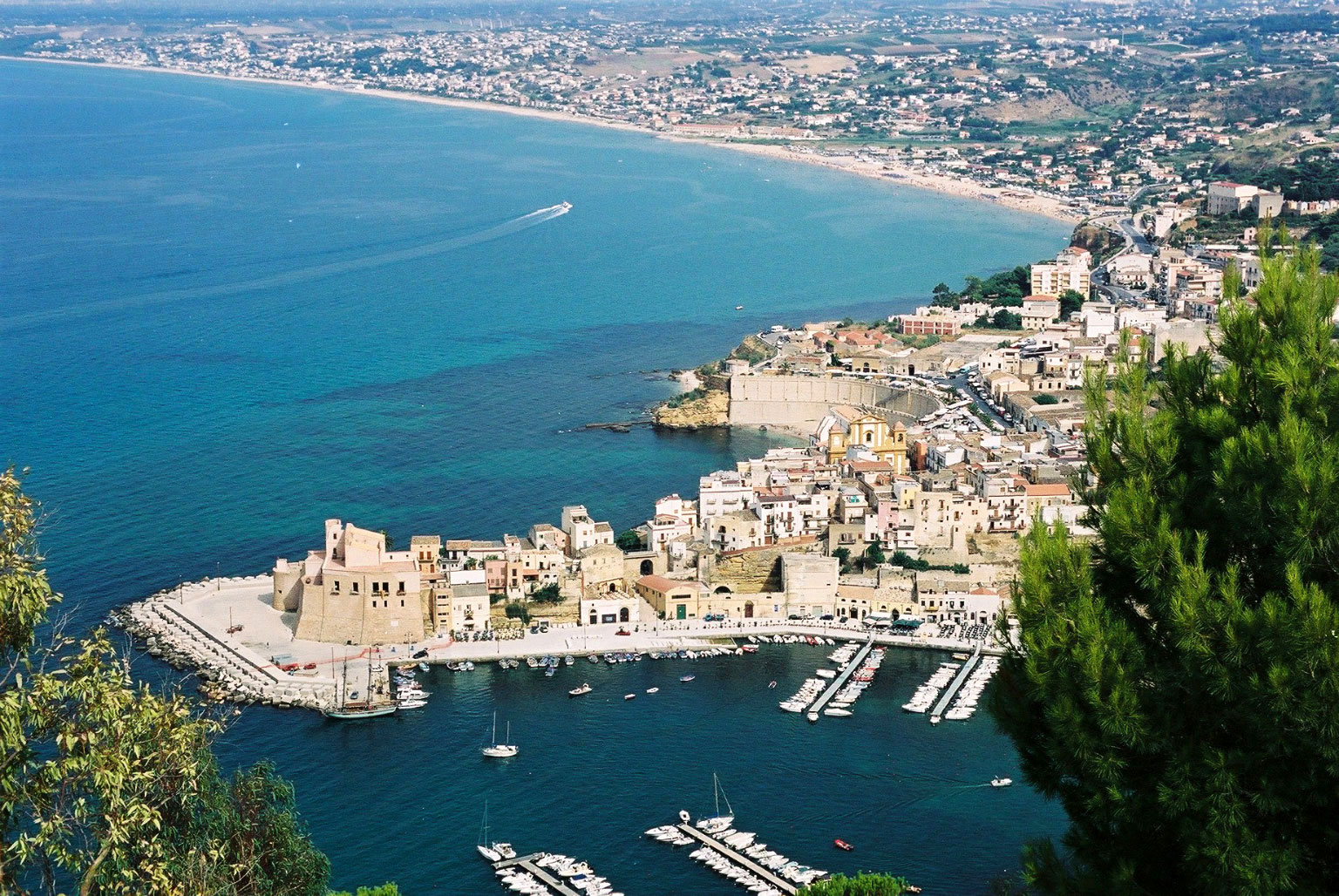
Blick auf Castellammare del Golfo